# Бондаренко, Виктор Степанович
Ви́ктор Степанович Бондаре́нко (укр. Бондаренко, Віктор Степанович; 26 марта 1943, Ишимбай, Башкирская АССР, СССР — 29 октября 2007) — украинский политик, депутат Верховной Рады Украины I и II созывов.

## Биография

### Образование
- В 1964 году поступил в Казанский химико-технологический институт и окончил его по специальности «инженер-химик-технолог».
- Окончил Академию народного хозяйства при Совете Министров СССР по специальности «специалист по управлению».

### Работа в химической промышленности
С 1968 года — мастер, заместитель директора Копейского завода пластмасс (Челябинская область, РСФСР)
С 1981 года — директор Режевского химического завода (Свердловская область, РСФСР).
С 1986 года — директор, генеральный директор Химического объединения имени Петровского (Луганская область, УССР)

### Политическая карьера
18 марта 1990 года избран народным депутатом УССР. Член Комиссии Верховной Рады по обороне и государственной безопасности.
В апреле 1994 года вновь избран народным депутатом Украины.
Был награждён советским орденом «Знак Почёта», литовским орденом «За заслуги перед Литвой» (Офицерский крест) (2006) и украинским орденом «За заслуги» III и II степеней.